# Последовательное квадратичное программирование
Последовательное квадратичное программирование (англ. Sequential quadratic programming (SQP)) — один из наиболее распространённых и эффективных оптимизационных алгоритмов общего назначения, основной идеей которого является последовательное решение задач квадратичного программирования, аппроксимирующих данную задачу оптимизации. Для оптимизационных задач без ограничений алгоритм SQP преобразуется в метод Ньютона поиска точки, в которой градиент целевой функции обращается в ноль. Для решения исходной задачи с ограничениями-равенствами метод SQP преобразуется в специальную реализацию ньютоновских методов решения системы Лагранжа.

## Основные сведения
Рассмотрим задачу нелинейного программирования следующего вида:
{\displaystyle \min \limits _{x}f(x),}
при ограничениях
{\displaystyle b(x)\geqslant 0,\;c(x)=0.}
Лагранжиан задачи примет следующий вид:
{\displaystyle L(x,\;\lambda ,\;\sigma )=f(x)-\lambda ^{T}b(x)-\sigma ^{T}c(x),}
где {\displaystyle \lambda } и {\displaystyle \sigma } — множители Лагранжа.
На итерации {\displaystyle x_{k}} основного алгоритма определяются соответствующие направления поиска {\displaystyle d_{k}} как решение следующей подзадачи квадратичного программирования:
{\displaystyle \min \limits _{d}L(x_{k},\;\lambda _{k},\;\sigma _{k})+\nabla L(x_{k},\;\lambda _{k},\;\sigma _{k})^{T}d+{\frac {1}{2}}d^{T}\nabla _{xx}^{2}L(x_{k},\;\lambda _{k},\;\sigma _{k})d,}
при ограничениях
{\displaystyle b(x_{k})+\nabla b(x_{k})^{T}d\geqslant 0,\;c(x_{k})+\nabla c(x_{k})^{T}d=0.}